# Extraktion (Trennverfahren)

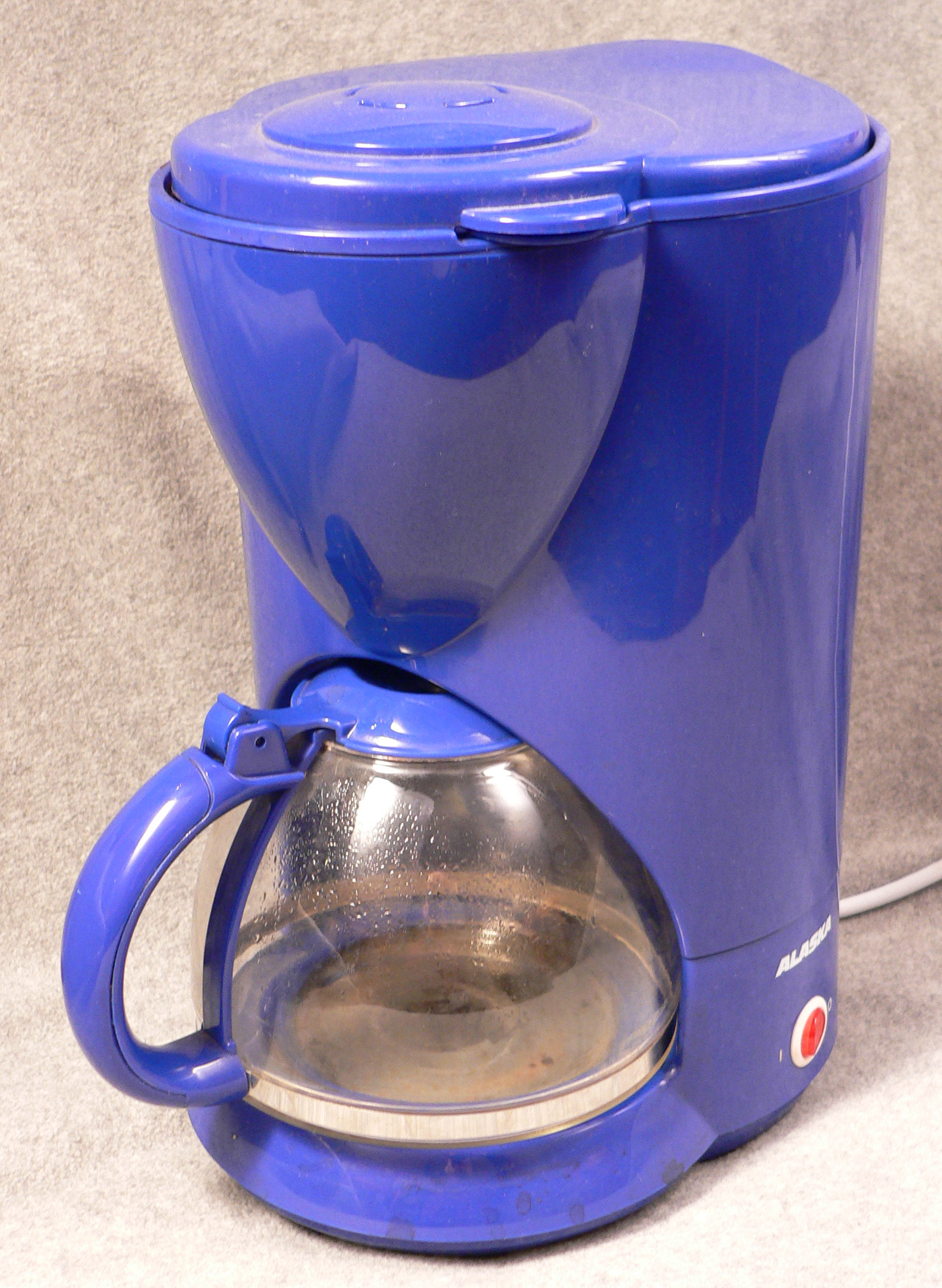
Kaffeemaschine zum Extrahieren der Aromastoffe des Kaffeepulvers mit anschließender Filtration zur Entfernung der Schwebstoffe

Animation einer Extraktion nach dem Soxhlet-Prinzip. Das reine Lösungsmittel (orange) verdampft im beheizten Behälter unten, steigt auf zum Rückflusskühler, kondensiert dort und tropft auf das Extraktionsgut. Der entstehende Extrakt wird regelmäßig und automatisch mithilfe eines Saughebers abgezogen. Dadurch kommt das Extraktionsgut öfter mit unbeladenem aufnahmefähigen Extraktionsmittel in Kontakt und die Extraktion verläuft schneller und vollständiger

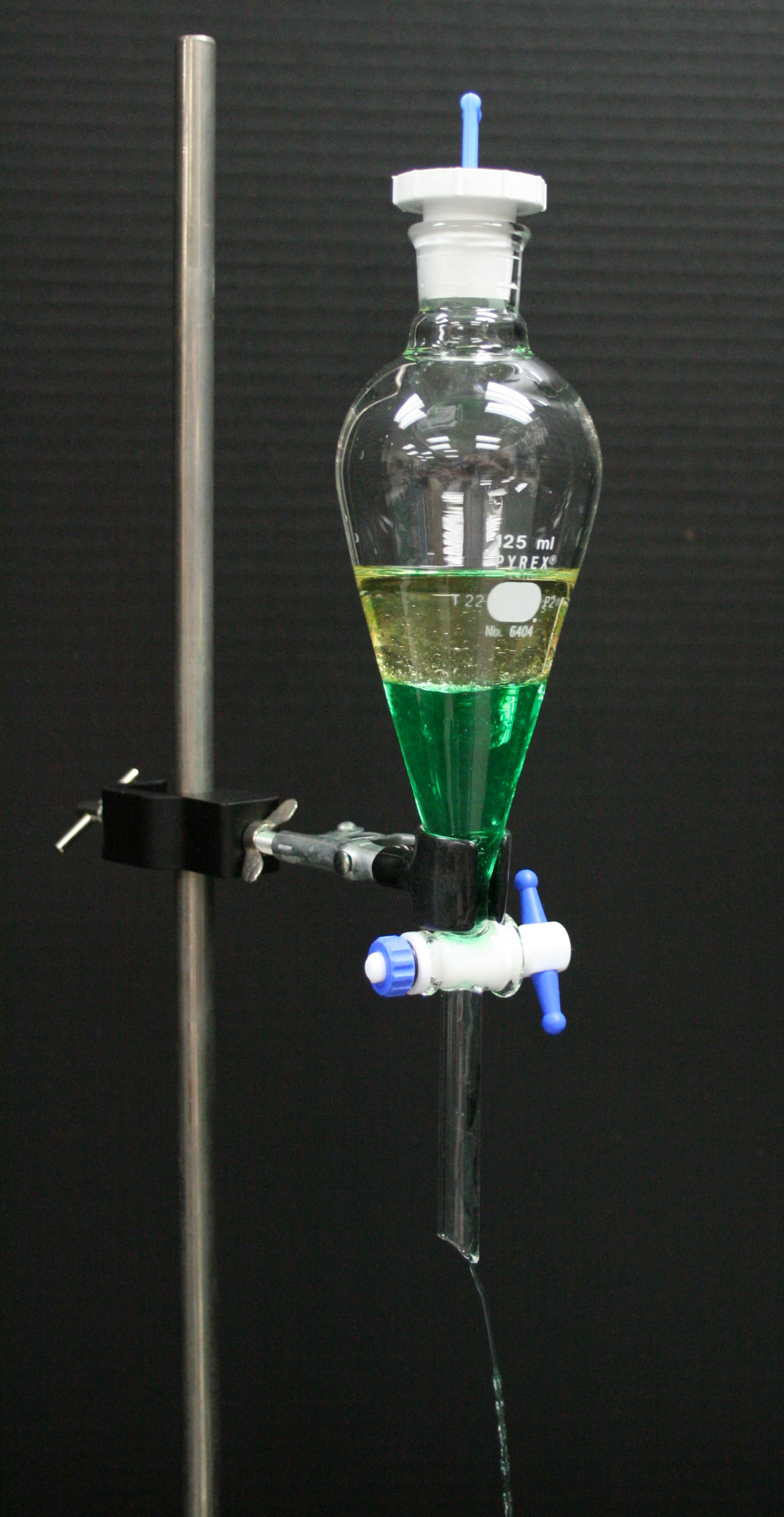
Scheidetrichter mit einer organischen Phase (oben) und einer grün gefärbten wässrigen Phase (unten)

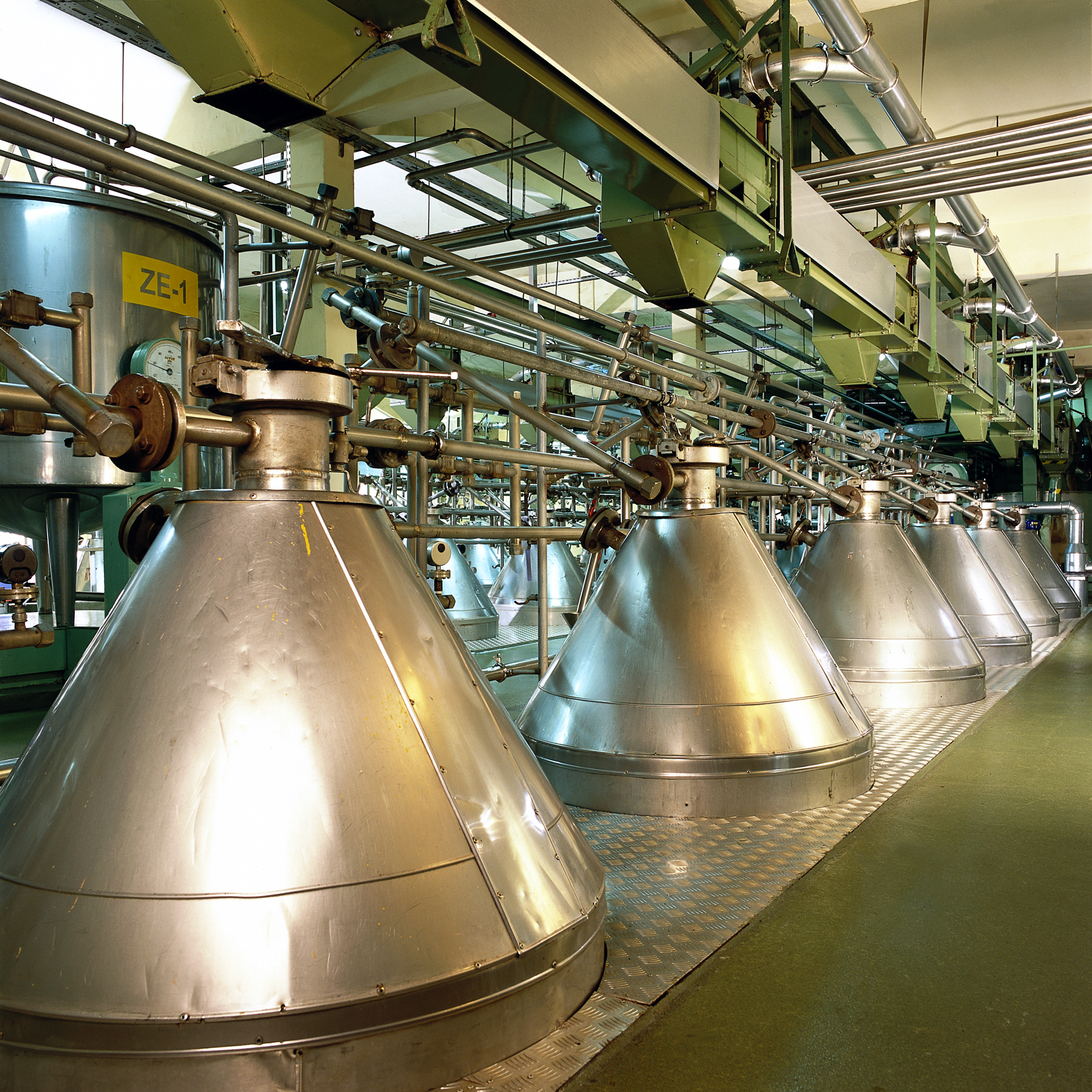
Großtechnische Extraktionsanlage in der Lebensmittelindustrie

Extraktion (von lateinisch extrahere ‚herausziehen, entnehmen‘, auch Auslaugung, Leaching) ist ein Trennverfahren, bei dem mit Hilfe eines geeigneten Extraktionsmittels eine oder mehrere Komponenten aus einem Stoffgemisch, dem Extraktionsgut, ganz oder teilweise herausgelöst werden. Dabei wird der extrahierte Stoff, auch wenn er noch in Lösung vorliegt, als Extrakt, seltener auch als Auszug, Aufguss oder Infus bezeichnet. Der Rückstand mit den unlöslichen Komponenten wird als Raffinatphase bezeichnet.

## Eigenschaften
Die Extraktion ist ein Diffusionsvorgang, der aufgrund der unterschiedlichen Löslichkeiten von Extrakt und Raffinatphase in einem Lösungsmittel abläuft. Dabei stellt sich mit der Zeit ein Verteilungsgleichgewicht ein (siehe dazu Nernstsches Verteilungsgesetz). Zunächst wird dabei ein intensiver Kontakt zwischen dem Extraktionsmittel und dem zu extrahierenden Stoff hergestellt. Bei Feststoffen ist eine geringe Korngröße von Vorteil, um die Kontaktfläche zu verbessern, bei Flüssigkeiten werden beispielsweise Mischvorgänge eingesetzt und geschüttelt oder gerührt. Durch Erhöhung von Druck und Temperatur wird zumeist die Löslichkeit der Stoffe erhöht. Im nächsten Schritt werden die entstehenden Phasen getrennt und danach das Extraktionsmittel zurückgewonnen. Die Effizienz der Extraktion ist von vielen verschiedenen Parametern abhängig, wie pH-Wert, Löslichkeiten, Temperatur, Korngrößen des Extraktguts bzw. Kontaktfläche, Eindringverhalten des Extraktionsmittels, Benetzbarkeit etc. Ein typischer Indikator für eine Extraktion in organischen Lösungsmitteln ist der Octanol-Wasser-Verteilungskoeffizient.
Die beiden Phasen müssen eine Mischungslücke aufweisen, damit es zu einer Phasentrennung kommt. Das wertstoffangereicherte Extraktionsmittel wird aufbereitet (beispielsweise durch Rektifikation), um den reinen Wertstoff zu erhalten und das Extraktionsmittel wiederzugewinnen. Aufgrund der Löslichkeit der zu extrahierenden Komponente im ursprünglichen Stoff bleibt immer eine Restmenge erhalten. Der Mechanismus hierzu wird mit dem Nernstschen Verteilungsgesetz beschrieben. Deshalb können zum Beispiel mit einer Waschmaschine oder mit einem Geschirrspülmaschine bei zwei Spülgängen nie 100 % einer Verunreinigung entfernt werden, was beispielsweise bei radioaktiven Kontaminationen zu weitreichender Verstrahlung aller mitgewaschenen Gerätschaften führt.

### Physikalische und chemische Extraktion
Wird der extrahierte Stoff nicht verändert, also nur gelöst oder adsorbiert, so ist die Extraktion ein physikalischer Vorgang. Geht der Stoff eine chemische Reaktion zur Veränderung der Löslichkeit im Extraktionsmittel ein, so ist sie ein chemischer Vorgang, wie etwa die Cyanidlaugung von Gold oder andere sogenannte Auslaugungen. Die Entfernung eines Lösungsmittels aus einem flüssigen Extrakt ist zum Beispiel durch Destillation oder Kristallisation möglich. Die Abtrennung einer festen Raffinatphase erfolgt beispielsweise durch Filtrieren oder Zentrifugieren.

### Lösungsmittel
Als anorganische Lösungsmittel werden beispielsweise Wasser und Wasserdampf, Säuren, Basen und verflüssigtes Kohlendioxid, als organische Lösungsmittel beispielsweise Alkohole, Terpene, Diethylether, pflanzliche Öle, chlorierte Kohlenwasserstoffe oder n-Hexan verwendet. Das Lösungsmittel zur Extraktion sollte so gewählt werden, dass es hauptsächlich nur den gesuchten Stoff oder eine gewünschte Fraktion aus dem Extraktionsgut herauslösen. In der Praxis ist das jedoch nur schwer möglich und so kommt es oft zum Herauslösen mehrerer unerwünschter Bestandteile, die dann durch nachgeschaltete Trennverfahren getrennt werden müssen. Das Extraktionsmittel muss dem Extrakt gegenüber inert sein, um chemische Reaktionen des gesuchten Stoffs zu vermeiden. Da die Diffusion von Konzentrationsunterschieden getrieben ist, sollte der Unterschied der Konzentrationen des gesuchten Stoffs zwischen Extraktionsmittel und Ausgangsstoff möglichst groß sein (evtl. wird das Lösungsmittel mehrmals gegen frisches getauscht) und die Löslichkeit des gesuchten Stoffs im Lösungsmittel sollte möglichst groß sein. Die Polarität des Lösungsmittels zum Extraktionsgut muss unterschiedlich sein, damit sich die Stoffe nicht ineinander lösen. Wasser besitzt eine Dielektrizitätskonstante von 80,1 bei 25 °C, während diejenige von Ethanol bei etwa 24,3 liegt und sie sind noch zu jedem Anteil mischbar. Ein niedriger Siedepunkt des Lösungsmittels begünstigt dessen Rückgewinnung aus der Extraktlösung, wodurch der Energieaufwand sinkt. Das Lösungsmittel sollte aus Arbeitssicherheitsgründen möglichst nicht brennbar, giftig, korrodierend oder umweltgefährdend sein.

### Extraktgut
Das Extraktionsgut sollte eine zum Volumen verhältnismäßig große Oberfläche aufweisen, da sie zu der extrahierbaren Stoffmenge proportional ist. In der Praxis erweist es sich deshalb als zweckmäßig, das Extraktionsgut bei der Feststoffextraktion zu einem feinen Pulver zu zerkleinern. Bei der Flüssig-Flüssig-Extraktion erreicht man eine große Oberfläche durch Bewegung: intensives Rühren, Schütteln oder durch Emulgieren mit anschließender Emulsionsspaltung.

### Geräte
Im Chemielabor erfolgt dies oft in einer Soxhlet-Apparatur oder in einem Schütteltrichter, in der Technik in einem (geschlossenen) Mischer. Dabei werden die Flüssigkeiten in kleine Tröpfchen zerteilt werden und dadurch eine große Oberfläche für den Phasenübergang bieten. Bei der Flüssig-Flüssig-Extraktion wird zwischen dem Extraktionsgut und dem Extraktionsmittel ein genügend hoher Dichteunterschied eingestellt, um das Abtrennen beider Phasen zu erleichtern. Die Raffinatphase und die Extraktphase, die im Verteilungsgleichgewicht nun einen Teil des zu extrahierenden Stoffs enthält, werden so in einem Abscheider durch ihre (möglichst große) Dichtedifferenz getrennt. Verwendet werden auch Dekanter oder Zentrifugen.

Skizze eines Mischabsetzers mit Stoffströmen

Im großtechnischen Bereich werden Mischabsetzer verwendet, wobei die Flüssigkeiten nach der Durchmischung in einen weiteren Behälter überführt werden und sich dort absetzen können. Dadurch ist es möglich in einem oder mehreren Schritten unterschiedliche große Flüssigkeitsmengen zu handhaben. Alternativ können Mixer und Settler abwechselnd in einer Kolonne untergebracht werden. Eine solche Mixer-Settler-Kolonne ist besonders geeignet für Anwendungen wo viele Trennstufen erforderlich sind oder wenn die Extraktion mit einer chemischen Reaktion gekoppelt ist. Die Anzahl der theoretischen Trennstufen lässt sich mit Hilfe des sogenannten Polstrahlverfahrens manuell abschätzen. In der industriellen Anwendung kommen kontinuierliche Extraktionsverfahren oder auch Extraktion mittels Zentrifugalextraktor zur Anwendung.

## Extraktionsverfahren
Man unterscheidet verschiedene Extraktionsverfahren, wobei zuerst der Aggregatzustand des Trägermittels genannt wird und dann der des Lösungsmittels:
- Fest-Flüssig-Extraktionen, bei denen ein flüssiges Extraktionsmittel einen Stoff aus einem Feststoffgemisch extrahiert, beispielsweise die Zubereitung von Kaffee.
  - Bei der Mazeration werden Stoffe in einem Lösungsmittel eingeweicht und zum Lösen stehen gelassen.
  - Digerieren ist eine Mazeration unter Wärmezufuhr, dabei werden Flüssigkeit und Feststoff durch Rühren gemischt und meist durch Dekantieren der unlöslichen Bestandteile getrennt.
  - Beim Auslaugen bzw. Auswaschen werden meist Minerale oder Schadstoffe aus einer Lagerstätte ausgewaschen.
- Flüssig-Flüssig-Extraktionen, bei denen durch ein flüssiges Extraktionsmittel ein gelöster Stoff aus einer Flüssigkeit extrahiert wird.
  - bei der Flüssig-Membran-Permeation (siehe auch Permeation) wird eine multiple Emulsion (also eine weitere Emulsionsphase in einer Emulsion) zur Extraktion eingesetzt, wobei der extrahierte Stoff von der innersten Phase gestrippt wird;
  - beispielsweise das Ausschütteln in der Laboratoriumspraxis.
- Flüssig-Gas-Extraktionen, bei denen durch eine Flüssigkeit ein Gas aus einem Gasgemisch extrahiert wird,
  - beispielsweise Extraktion von Kohlendioxid in einer Gaswäsche oder bei der Gaschromatographie,[3]
- Gas-Flüssig-Extraktionen, bei denen ein Gas oder Dampf einen Stoff aus einer Flüssigkeit extrahiert,
  - beispielsweise bei der Strippung oder auch in der Gaschromatographie.
- Flüssig-Fest-Extraktionen, bei denen durch Adsorption an einen Feststoff ein Stoff aus einer Flüssigkeit extrahiert wird,
  - beispielsweise Adsorption von chlorierten Kohlenwasserstoffen an Aktivkohle aus Trinkwasser.

Weiters sind Extraktionen aus unterschiedlichen Aggregatzuständen möglich, ohne dass hierfür ein Begriff existiert:
- eine Extraktion, bei der ein Gas einen an einem Feststoff adsorbierten oder chemisch gebundenen Stoff extrahiert (Beispiel Gaschromatographie oder die Herstellung von Espresso mit Wasserdampf).
  - bei der Dampfdestillation (Wasserdampfdestillation) wird einerseits die den Wertstoff oder die Verunreinigung enthaltende Lösung durch den (Wasser)Dampf aufgeheizt und leichtflüchtige Bestandteile zum Verdampfen gebracht, andererseits reißt der durchperlende (Wasser)Dampf diese anderen Dämpfe im Dampfstrom als Treibmittel mit und „extrahiert“ sie so aus der Lösung, wobei sich die mitgerissenen Substanzen (wie beispielsweise wasserunlösliche ätherische Öle) nicht unbedingt im (Wasser)Dampf oder Dampfkondensat lösen müssen.
- eine Extraktion mittels Gas aus Gas, wenn beispielsweise Kohlendioxid Wasserdampf aus der Luft aufnimmt und sich am Boden ansammelt;
- Eine Extraktion mittels eines Feststoffes aus einem Gas, bei der durch Adsorption oder Absorption an einen Feststoff ein Stoff aus einem Gas extrahiert wird,
  - beispielsweise Entfernung von Wasserdampfspuren aus Gasen (Trocknung) mithilfe von Calciumoxid;
  - Enfleurage in der Parfümindustrie zur Gewinnung von ätherischen Ölen und Duftstoffen.
- Eine Extraktion „Fest-Fest“ wäre, wenn ein Stoff aus einem Feststoff in einen anderen Feststoff hineindiffundiert, beispielsweise wenn ein Weichmacher aus einem Kunststoff in aufgetragene Lackschichten diffundiert, so wird der Weichmacher dadurch „extrahiert“.

## Anwendung

### Alltag
Das Waschen von Textilien und Geschirr ist durch Extraktionsvorgänge geprägt, mithilfe von meist Wasser und Lösungsvermittlern werden Verunreinigungen von Wäsche und Geschirr entfernt (siehe dazu auch Waschmaschine und Spülmaschine).

### Organisch-chemische Industrie
Extraktion wird immer dann angewendet, wenn Destillation oder Rektifikation aus technischen Gründen nicht in Frage kommen oder das Extraktionsverfahren kostengünstiger ist. Dies kann der Fall sein, wenn
- die Wertkomponente vor dem Erreichen der Siedetemperatur des Gemisches zerfällt und man nicht bei vermindertem Druck destillieren möchte. Daher werden hitzeempfindliche Substanzen wie Antibiotika oder Naturstoffe extrahiert.
- das Gemisch ein Azeotrop aufweist und man nicht spezielle Rektifikationsverfahren wie die Extraktivrektifikation oder das Zweidruckverfahren anwenden möchte. BTX-Aromaten werden daher häufig aus ihren Gemischen extrahiert.
- die Siedetemperaturdifferenz zwischen den bzw. die Relative Flüchtigkeit der zu trennenden Komponenten sehr klein ist.
- ein geringer Anteil eines Schwersieders aus einem Leichtsieder entfernt werden soll.

### Anorganisch-chemische Industrie

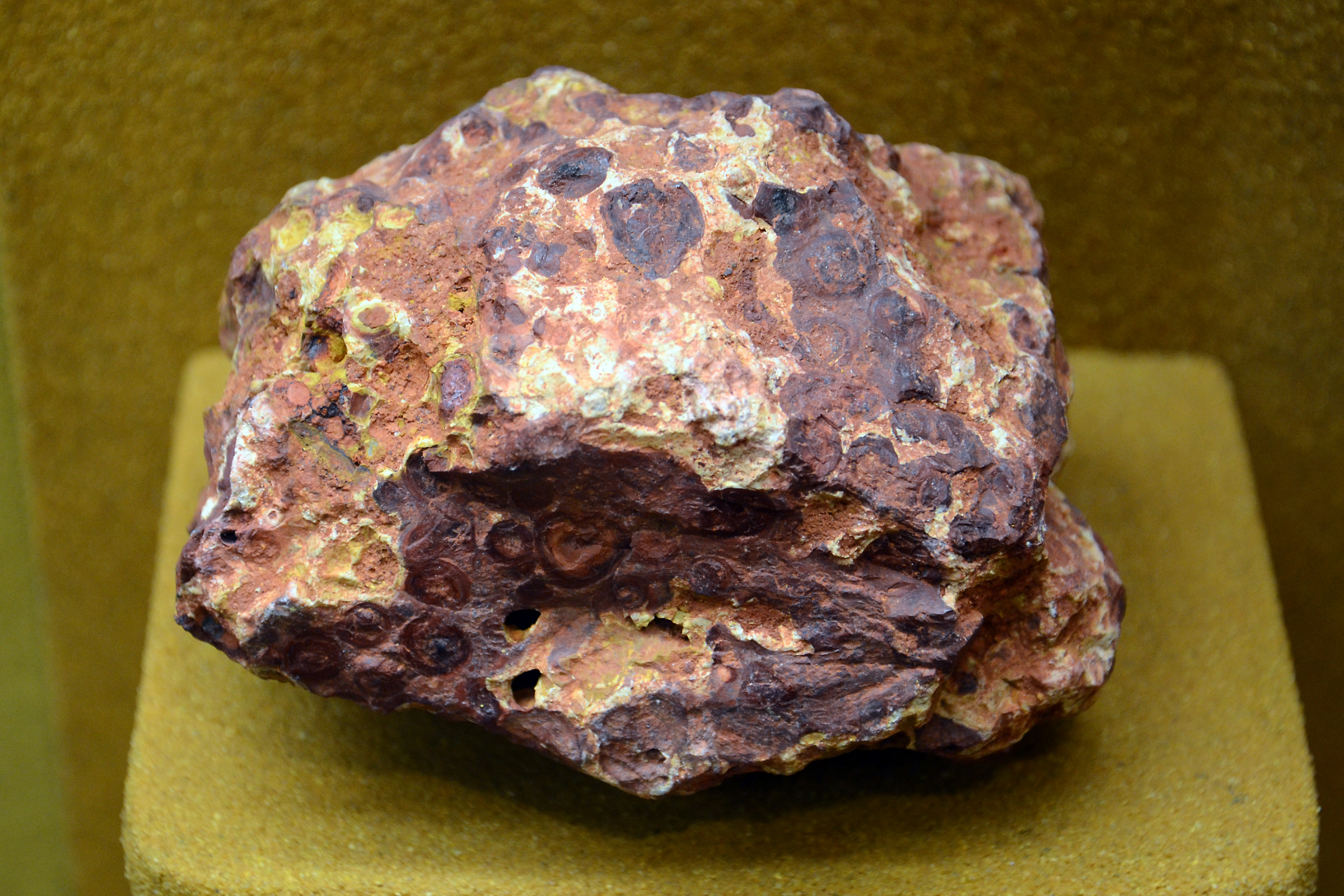
Bauxit – Rohstoff zur Aluminiumgewinnung

Die Auslaugung oder Metallsalzextraktion ist ein wichtiges und unersetzbares Verfahren, um beispielsweise Titandioxid (TiO2) zu gewinnen oder um Bauxiterz vom Eisenhydroxid zu befreien.
Bauxit ist ein Erz (natürliches Stoffgemisch), das viel Aluminium- und Eisen-Hydroxide und -Oxide enthält.
Das beim Erz-Aufschluss in Natronlauge gelöste Aluminiumhydroxid kann dann aus der Aluminatlauge vom Rotschlamm (Eisenhydroxid) gereinigt zurückgewonnen und durch Brennen und Elektrolysieren in Aluminium umgewandelt werden.
Der Aufschluss- und Extraktionsvorgang der Aluminiumverbindungen im Bauxit ist hier mit der chemischen Reaktion des Aluminiumhydroxids mit der Natronlauge zur Aluminatlauge gekoppelt (Komplexbildungsreaktion).
Auch die Wiederaufarbeitung von Reaktorbrennelementen nutzt die Extraktion.

### Pharmazie
Die Zubereitung von Drogenextrakten aus pharmazeutischen Drogen für Arzneimittel oder Kosmetika durch Extraktion der Inhaltsstoffe aus Heilpflanzen ist ein zentrales Gebiet der Pharmazie.
In der pharmazeutischen Technologie werden verschiedene Verfahren angewandt, z. B. Mazeration, Di- bzw. Remazeration (zweifache Mazeration), Digestion (Mazeration unter erhöhter Temperatur), Re-/Perkolation (Extraktion mittels Durchsickern, wie bei der Filterkaffee-Zubereitung), Soxhletverfahren, Extraktion nach Twisselmann, Turbo- (Wirbel), Ultra-Turrax-, Ultraschall-, Gegenstromextraktion und Extraktion mittels Zentrifugalextraktor.
Viele pflanzliche Arzneimittel enthalten nur getrocknete Pflanzenteile oder einfache Extrakte daraus. Bei der Herstellung eines Spezialextraktes handelt es sich um einen komplexen, vielstufigen Extraktions- und Reinigungsprozess. Dabei werden unerwünschte Inhaltsstoffe entfernt und die erwünschten, die Wirksamkeit bestimmenden Phytopharmaka, angereichert. Die Anwendung von Spezialextrakten hat u. a. folgende Vorteile: So kann die Wirkstoffkonzentration im Spezialextrakt erhöht werden; es werden geringere Mengen eines Stoffes für die gleiche Wirkung benötigt; nicht erwünschte Nebenprodukte werden bei der Extraktion entfernt, das Phytopharmakon wird besser verträglich; Zusammensetzung und Menge der Inhaltsstoffe ist standardisiert, was eine gleichbleibende Qualität garantiert.

### Parfumindustrie
Auch Duftstoffe werden durch Extraktion gewonnen, Rosenöl beispielsweise wird durch Wasserdampfdestillation (mit Dampf als Schleppmittel) aus Rosenblüten hergestellt, duftendes Jasminöl durch Enfleurage (festes Fett als Absorptionsmittel, aus dem die Duftstoffe dann extrahiert werden).

### Lebensmittelindustrie
Das nach Menge größte Anwendungsgebiet ist die Gewinnung von Speiseölen aus Ölsaaten durch Pressung und Extraktion mit dem Lösungsmittel Hexan. Aus dem entstehenden Gemisch von Öl und Lösungsmittel (Miszella) wird durch Abdestillieren des Lösungsmittels das Speiseöl gewonnen.
Ein neueres Extraktionsverfahren ist die Extraktion mit überkritischen Lösungsmitteln (englisch supercritical fluid extraction ‚Überkritische Flüssigextraktion‘). Bei hohen Drücken und Temperaturen nehmen Gase und Flüssigkeiten einen Zustand ein, bei dem die physikalischen Eigenschaften des Lösungsmittels weder denen des Gases noch denen der Flüssigkeit entsprechen, diesen Bereich nennt man überkritisch. Hauptsächlich kommt hier überkritisches Kohlenstoffdioxid (CO2) zur Anwendung. Mit überkritischem CO2 werden Extrakte aus Lebensmitteln gewonnen oder unerwünschte Stoffe extrahiert: Koffein aus Kaffeebohnen, Hopfenharze aus Hopfen, Nikotin aus Tabak, Aromen sowie Farbstoffe und Inhaltsstoffe aus verschiedensten Gewürzstoffen, Gewürzpflanzen und Naturstoffen. Mit überkritischem CO2 kann aber auch der umgekehrte Vorgang, das Imprägnieren, erfolgen. Dafür wird ein festes Ausgangsmaterial mit den im überkritischen CO2 gelösten Substanzen kontaktiert, wodurch die Imprägniersubstanzen in sämtliche Poren des Feststoffes eindringen. Durch langsames Entspannen verliert das überkritische CO2 die Lösefähigkeit und die Imprägniersubstanzen verbleiben gleichmäßig verteilt im Feststoff zurück. Dieses Verfahren wird industriell bereits in einer Großanlage in Dänemark zum Imprägnieren von Holz (mit Essigsäureanhydrid) angewandt (siehe dazu Acetyliertes Holz). Auch beschäftigen sich diverse Forschungseinrichtungen mit dem Färben von Stoffen, wofür eigene Farbstoffe entwickelt wurden, die eine gute Löslichkeit im überkritischen CO2 aufweisen. Die Wasserextraktion von gemahlenem Röstkaffee und die Sprühtrocknung oder Gefriertrocknung des Extraktes liefert Pulverkaffee oder gefriergetrockneten Kaffee.

### Biochemie
Da Proteine durch die meisten organischen Lösungsmittel denaturiert werden, setzt man bei der Proteinreinigung wässrige 2-Phasensysteme für die Extraktion ein. Das Prinzip beruht auf der Mischung zweier Lösungen, welche zwei getrennte Phasen ausbilden. Beispiele hierfür sind Wolkenpunktextraktionen oder Fällungen mit Polyethylenglykol- (PEG) oder Dextranlösungen. Die Wolkenpunktextraktion basiert auf der Phasentrennung einer einprozentigen (m/V) Triton-X114-Lösung oberhalb von 22 °C oder nach der Zugabe von Salzen und Natriumlaurylsulfat. Ebenso kommt eine Zweiphasenextraktion bei der DNA-Extraktion vor, in diesem Fall mit einer wässrigen und einer organischen Phase. Das Produkt löst sich entsprechend seinem Verteilungskoeffizienten unterschiedlich in den beiden Phasen.

### Bodensanierung und Abwasserreinigung
Bei der Bodensanierung lassen sich Schadstoffe mit unterschiedlichen Lösemitteln aus kontaminierten Böden extrahieren. Hierzu hat sich auch die Hochdruckextraktion als geeignet herausgestellt, bei der man, ähnlich wie bei der Hochdruckextraktion von Kaffee, Hopfen oder Fetten und Ölen mit verdichteten Gasen, wie z. B. Kohlenstoffdioxid, extrahiert. Mithilfe von Phosphoreliminationsverfahren werden in Kläranlagen Phosphate aus Abwasser extrahiert, um sie als Phosphatdüngemittel wiedereinzusetzen.